# نور الدين بونوار
نور الدين بونوار هو سياسي جزائري . تم تعيينه وزيراً للسياحة في حكومة أويحي الثالثة في مايو 2003. عضو المجلس الوطني الشعبي ، وهو عضو في اللجنة الاقتصادية ورئيس مجموعة الصداقة البرلمانية الجزائرية الروسية.